# CryptoPunks
CryptoPunks是以太坊区块链上非同质化代币(NFT)集合。该项目由Larva Labs工作室于2017年6月启动，该工作室是一个由加拿大软件开发人员Matt Hall和John Watkinson组成的两人团队。这个实验性项目的灵感来自伦敦的朋克风潮，赛博朋克运动和电子音乐艺术家Daft Punk。